# Kyat birmano
Il Kyat (in birmano ကျပ်) è la moneta ufficiale della Birmania (o Myanmar).
È spesso abbreviato in K. Nella carta moneta da 1 Kyat è rappresentato il Generale Aung San, che compariva anche nella carta moneta da 5 e da 10 Kyat. La sua immagine è stata sostituita, dopo il 1989, dal "Chinze", la statua tradizionale. I tagli vanno da 1 a 1000 Kyats, passando per 5, 10, 50, 100, 200 e 500. Dal 1º ottobre 2009 è entrata in circolazione anche la banconota da 5000 Kyats. Un Kyat è diviso in 100 pyas (centesimi).
Il tasso di inflazione è del 9,6%.